# ناتالیا پدرینا
ناتالیا پدرینا (انگلیسی: Natalia Paderina؛ زادهٔ ۱ نوامبر ۱۹۷۵) تیرانداز اهل روسیه است.